# Sabanalarga (Antioquia)
Pour les articles homonymes, voir Sabanalarga.
Sabanalarga est une municipalité située dans le département d'Antioquia, en Colombie.